# Abdul Gaddy
Abdul Gaddy Jr. (Tacoma, Washington, 26 de enero de 1992) es un jugador de baloncesto estadounidense que pertenece a la plantilla del CSM Oradea de la Liga Națională rumana. Con 1,91 metros de estatura, juega en la posición de base.

## Trayectoria deportiva

### Universidad
Tras participar en 2009 en el prestigioso McDonald's All-American Game, jugó durante cuatro temporadas con los Huskies de la Universidad de Washington, en las que promedió 7,7 puntos, 2,4 rebotes y 4,0 asistencias por partido.

### Profesional
Tras no ser elegido en el Draft de la NBA de 2013, se unió a los Charlotte Bobcats para disputar las Ligas de Verano de la NBA. El 23 de septiembre firmó con los Bobcats para disputar la pretemporada, pero fue despedido el 10 de octubre. El 1 de noviembre fue seleccionado por los Iowa Energy en la segunda ronda del Draft de la NBA D-League, pero sus derechos fueron traspasados primero a los Santa Cruz Warriors y posteriormente a los Maine Red Claws, con los que jugó una temporada en la que promedió 9,0 puntos y 5,0 asistencias por partido.
El 30 de junio de 2014 fichó por el Virtus Bologna de la Lega Basket Serie A italiana, donde jugó dos temporadas en las que promedió 8,8 puntos y 3,5 asistencias por partido.
En septiembre de 2016 fichó por el VEF Riga de Letonia, que compite en la VTB United League.
El 15 de diciembre de 2020, firma por el Bnei Herzliya de la Ligat Winner para cubrir la marcha de Kendall Anthony, tras comenzar la temporada en el Peristeri BC.
El 16 de julio de 2021, firma por el Promitheas Patras B.C. de la A1 Ethniki.
Jugó la Liga de Verano de la NBA de 2022 en la plantilla del Oklahoma City Thunder. Era el segundo jugador de mayor edad en una plantilla de la liga de verano. El 3 de noviembre de 2022 fue incluido en la lista de la noche inaugural del Oklahoma City Blue.
El 28 de febrero de 2024 fichó por el CSM Oradea de la Liga Națională rumana.

### Selección nacional
En 2010 formó parte de la selección de Estados Unidos que disputó el Campeonato FIBA Américas Sub-18 de 2010 en San Antonio, Texas, donde jugó como suplente de Kyrie Irving. Lograron la medalla de oro, y Gaddy promedió 5,0 puntos y 2,8 asistencias por partido.